# Lista filmów z serii Detektyw Conan
W oparciu o serię Detektyw Conan powstały dwadzieścia trzy filmy pełnometrażowe.
Pierwsze siedem zostało wyreżyserowanych przez Kenjiego Kodamę, reżyserem filmów od ósmego do piętnastego był Yasuichirō Yamamoto. Reżyserem filmów od szesnastego do dwudziestego pierwszego był Kōbun Shizuno. Reżyserem kolejnych byli Yuzuru Tachikawa (22.), Tomoka Nagaoka (23–24). Filmy miały swoje premiery w kwietniu każdego roku począwszy od 1997 roku. Każdy film posiada oryginalną fabułę niebędącą adaptacją głównej fabuły zawartej w mandze. Na podstawie każdego z filmów powstały po dwa komiksy.
| Nr | Tytuł | Premiera                        | Box office  | Box office     | Piosenka przewodnia                                                  |
| Nr | Tytuł | Premiera                        | Japonia (¥) | Korea Pdn. (₩) | Piosenka przewodnia                                                  |
| -- | --- | ------------------------------- | ----------- | -------------- | -------------------------------------------------------------------- |
| 1  | Detektyw Conan: Architekt zniszczenia (jap. 名探偵コナン 時計じかけの摩天楼 Meitantei Konan: Tokei jikake no matenrō)        | 19 kwietnia 1997 26 lutego 2012 | 1,1 mld     | b.d.           | „Happy Birthday”, Keiko                                              |
| 2  | Detective Conan: The Fourteenth Target (jap. 名探偵コナン 14番目の標的 Meitantei Konan: Jūyonbanme no tāgetto)               | 18 kwietnia 1998                | 1,05 mld    | b.d.           | „Shōjo no koro ni madotta mitai ni”, ZARD                            |
| 3  | Detective Conan: The Last Wizard of the Century (jap. 名探偵コナン 世紀末の魔術師 Meitantei Konan: Seikimatsu no majutsushi) | 17 kwietnia 1999                | 1,45 mld    | b.d.           | „ONE”, B’z                                                           |
| 4  | Detective Conan: Captured in Her Eyes (jap. 名探偵コナン 瞳の中の暗殺者 Meitantei Konan: Hitomi no naka no ansatsusha)       | 22 kwietnia 2000                | 2,5 mld     | b.d.           | „Anata ga iru kara”, Miho Komatsu                                    |
| 5  | Detective Conan: Countdown to Heaven (jap. 名探偵コナン 天国へのカウントダウン Meitantei Konan: Tengoku e no kauntodaun)     | 21 kwietnia 2001                | 2,9 mld     | b.d.           | „always”, Mai Kuraki                                                 |
| 6  | Detective Conan: The Phantom of Baker Street (jap. 名探偵コナン ベイカー街の亡霊 Meitantei Konan: Beikā sutorīto no bōrei)   | 20 kwietnia 2002                | 3,4 mld     | 717 454 500    | „Everlasting”, B’z                                                   |
| 7  | Detective Conan: Crossroad in the Ancient Capital (jap. 名探偵コナン 迷宮の十字路 Meitantei Konan: Meikyū no kurosurōdo)     | 19 kwietnia 2003                | 3,2 mld     | b.d.           | „Time After Time (Hana Mau Machi de)”, Mai Kuraki                    |
| 8  | Detective Conan: Magician of the Silver Sky (jap. 名探偵コナン 銀翼の奇術師 Meitantei Konan: Gin-yoku no majishan)           | 17 kwietnia 2004                | 2,8 mld     | 1 158 761 500  | „Dream X Dream”, Rina Aiuchi                                         |
| 9  | Detective Conan: Strategy Above the Depths (jap. 名探偵コナン 水平線上の陰謀 Meitantei Konan: Suiheisenjō no sutoratejī)     | 19 kwietnia 2005                | 2,15 mld    | 2 465 133 000  | „Natsu wo matsu seiru no yō ni”, ZARD                                |
| 10 | Detective Conan: The Private Eyes’ Requiem (jap. 名探偵コナン 探偵たちの鎮魂歌 Meitantei Konan: Tantei-tachi no rekuiemu)    | 15 kwietnia 2006                | 3,03 mld    | 1 199 693 100  | „Yuruginai mono hitotsu”, B’z                                        |
| 11 | Detective Conan: Jolly Roger in the Deep Azure (jap. 名探偵コナン 紺碧の棺 Meitantei Konan: Konpeki no Jorī Rojā)            | 27 kwietnia 2007                | 2,53 mld    | 1 803 389 439  | „Nanatsu no umi wo wataru kaze no yō ni”, Rina Aiuchi & Yūka Saegusa |
| 12 | Detective Conan: Full Score of Fear (jap. 名探偵コナン 戦慄の楽譜 Meitantei Konan: Senritsu no furu sukoa)                   | 19 kwietnia 2008                | 2,42 mld    | 890 692 400    | „Tsubasa wo hirogete”, ZARD                                          |
| 13 | Detective Conan: The Raven Chaser (jap. 名探偵コナン 漆黒の追跡者 Meitantei Konan: Shikkoku no cheisā)                       | 18 kwietnia 2009                | 3,5 mld     | 4 248 881 868  | „PUZZLE”, Mai Kuraki                                                 |
| 14 | Detective Conan: The Lost Ship in the Sky (jap. 名探偵コナン 天空の難破船 Meitantei Konan: Tenkū no rosuto shippu)           | 17 kwietnia 2010                | 3,2 mld     | 4 065 925 171  | „Over Drive”, GARNET CROW                                            |
| 15 | Detective Conan: Quarter of Silence (jap. 名探偵コナン 沈黙の15分 Meitantei Konan: Chinmoku no kwōtā)                        | 16 kwietnia 2011                | 3,15 mld    | 4 212 992 000  | „Don’t Wanna Lie”, B’z                                               |
| 16 | Detective Conan: The Eleventh Striker (jap. 名探偵コナン 11人目のストライカー Meitantei Konan: Jūichi ninme no sutoraikā)    | 14 kwietnia 2012                | 3,29 mld    | 3 365 337 000  | „Haru uta”, Ikimonogakari                                            |
| 17 | Detective Conan: Private Eye in the Distant Sea (jap. 名探偵コナン 絶海の探偵 Meitantei Konan: Zekkai no puraibēto ai)       | 20 kwietnia 2013                | 3,63 mld    | b.d.           | „One More Time”, Kazuyoshi Saitō                                     |
| 18 | Detective Conan: Dimensional Sniper (jap. 名探偵コナン 異次元の狙撃手 Meitantei Konan: Ijigen no sunaipā)                    | 19 kwietnia 2014                | 4,11 mld    | 2 769 452 000  | „Love Searchlight”, Kō Shibasaki                                     |
| 19 | Meitantei Conan: Gōka no himawari (jap. 名探偵コナン 業火の向日葵)                                                           | 18 kwietnia 2015                | 4,48 mld    | 3 296 808 900  | „Oh! Rival”, Porno Graffiti                                          |
| 20 | Meitantei Conan: Junkoku no nightmare (jap. 名探偵コナン 純黒の悪夢)                                                         | 16 kwietnia 2016                | 6,33 mld    | 3 877 980 500  | „Sekai wa anata no iro ni naru”, B’z                                 |
| 21 | Meitantei Conan: Kara kurenai no love letter (jap. 名探偵コナン から紅の恋歌)                                                | 15 kwietnia 2017                | 6,89 mld    | 3 271 989 761  | „Togetsukyō (Kimi omou)”, Mai Kuraki                                 |
| 22 | Meitantei Conan: Zero no shikkōnin (jap. 名探偵コナン ゼロの執行人)                                                          | 13 kwietnia 2018                | 9,18 mld    | 3 207 824 361  | „Zero -ZERO-”, Masaharu Fukuyama                                     |
| 23 | Meitantei Conan: Konjō no first (jap. 名探偵コナン 紺青の拳)                                                                 | 12 kwietnia 2019                | 9,37 mld    | 1 740 689 530  | „BLUE SAPPHIRE”, Hiroomi Tosaka                                      |
| 24 | Meitantei Conan: Hiiro no dangan (jap. 名探偵コナン 緋色の弾丸)                                                              | 16 kwietnia 2021                | 7,65 mld    | 2 173 296 640  | „Eien no fuzai shōmei” (jap. 永遠の不在証明), Tokyo Jihen.           |
| 25 | Meitantei Conan: Halloween no hanayome (jap. 名探偵コナン ハロウィンの花嫁)                                                  | 15 kwietnia 2022                |             |                | „Chronostasis”, Bump of Chicken                                      |